# Amr Elnady
Amr Elnady ou Amr El Nady (data de nascimento desconhecido) é um ciclista profissional olímpico egípcio. Elnady representou sua nação nos Jogos Olímpicos de Verão de 2000, em Sydney.